# The Owl - Giustizia finale
The Owl - Giustizia finale (The Owl) è un film per la televisione statunitense del 1991 diretto da Alan Smithee.

## Trama
Dopo il terribile assassinio della sua famiglia un uomo diventa un implacabile giustiziere chiamato il gufo.

## Produzione e distribuzione
Il film è uscito in Usa il 3 agosto 1991.